# Phyllonorycter corylifoliella
Phyllonorycter corylifoliella là một loài bướm đêm thuộc họ Gracillariidae. Nó được tìm thấy ở khắp châu Âu.

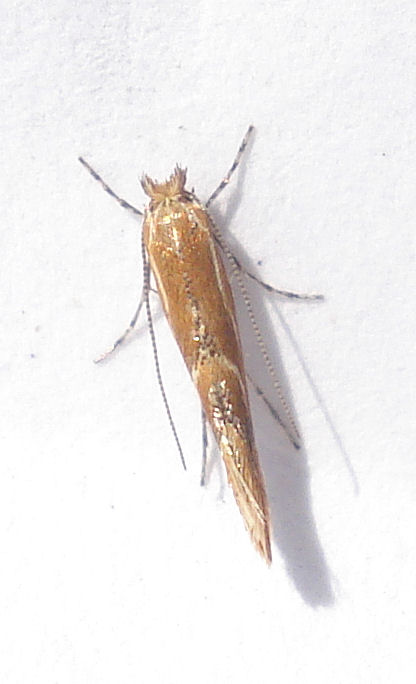

Sải cánh dài 8–9 mm. Con trưởng thành bay vào tháng 5 và một lần nữa vào tháng 8 làm hai đợt.
Ấu trùng ăn Amelanchier lamarckii, Amelanchier ovalis, Betula pendula, Betula pubescens, Chaenomeles japonica, Cotoneaster nebrodensis, Crataegus laevigata, Crataegus monogyna, Cydonia oblonga, Malus domestica, Malus sylvestris, Mespilus germanica, Prunus avium, Pyrus amygdaliformis, Pyrus communis, Sorbus aria, Sorbus aucuparia, Sorbus domestica, Sorbus torminalis và Spiraea species. Chúng ăn lá nơi chúng làm tổ. They create a silvery, upper-surface, epidermal tentiform mine, which is centred over the midrib or a large lateral vein. The epidermis remains without folds until the mine becomes strongly contracted. Young mines have the appearance of a streak of silver on top of a vein.